# Kodaganoor, Athni
Kodaganoor là một làng thuộc tehsil Athni, huyện Belgaum, bang Karnataka, Ấn Độ.